# Ngọc Châu (nhạc sĩ)
Ngọc Châu (tên đầy đủ là Phạm Ngọc Châu, 16 tháng 9 năm 1967 – 17 tháng 3 năm 2022) là nhạc sĩ và nhà sản xuất âm nhạc người Việt Nam. Anh là con của Nghệ sĩ ưu tú Phạm Ngọc Hướng và Nghệ sĩ ưu tú Vũ Dậu, và là anh trai của ca sĩ Khánh Linh.
Ngọc Châu tốt nghiệp Khoa sáng tác, Học viện Âm nhạc Quốc gia Việt Nam. Anh chơi keyboards và ca sĩ chính của ban nhạc Hoa Sữa, trước khi bắt đầu sáng tác nhiều ca khúc nhạc nhẹ được khán giả yêu thích như "Thì thầm mùa xuân", "Ngây thơ", "Chiều xuân", "Mặt trời dịu êm", "Tạm biệt", "Nếu điều đó xảy ra", "Mùa thu vàng", "Điều không thể mất"... Ngoài ra, Ngọc Châu cũng thành công trong mảng nhạc phim với nhiều giai điệu nổi tiếng như "Cô Tấm ngày nay" (phim Chuyện nhà mộc), "Quà tặng trái tim" (phim Tết này ai đến xông nhà), "Ban mai xanh" (bộ phim cùng tên)... Đôi lúc, anh trực tiếp hát và thu âm những sáng tác của mình.
Ngọc Châu tham gia hòa âm phối khí cho nhiều dự án và album của các nghệ sĩ lớn đương thời như Trần Thu Hà, Mỹ Linh, Quốc Trung, Thanh Lam... Cuối thập niên 1990, anh mở phòng thu riêng Ngọc Châu Studios tại Hà Nội. Sau thời gian cộng tác với Bằng Kiều tại ban nhạc Chìa Khóa Vàng, Ngọc Châu trực tiếp quản lý và sản xuất âm nhạc cho ban nhạc Quả Dưa Hấu. Album đầu tiên anh phụ trách hoàn toàn khâu hòa âm phối khí chính là album đầu tay của ca sĩ Khánh Linh, Họa mi hót trong mưa (2005). Cuối thập niên 2000, Ngọc Châu đảm nhiệm vai trò giám đốc âm nhạc của chương trình truyền hình Trò chơi âm nhạc.

## Tiểu sử
Phạm Ngọc Châu sinh năm 1967 tại làng Ngọc Lâu, xã Quang Trung, huyện Phú Xuyên, tỉnh Hà Tây. Cha anh là nghệ sĩ đàn bầu Phạm Ngọc Hướng (1936–2020). Ông từng công tác tại Nhà hát ca múa nhạc Việt Nam và được phong tặng Nghệ sĩ ưu tú vào năm 2019. Phạm Ngọc Hướng là thầy dạy xướng âm của ca sĩ Vũ Dậu tại Nhà hát ca múa nhạc Việt Nam.
Vũ Dậu (sinh năm 1945) tên thật là Nguyễn Ngọc Dậu. Bà sinh trưởng trong một gia đình tiểu thương bán ngũ cốc tại Hà Nội. Từ nhỏ bà đã được bố đưa xem các môn nghệ thuật tuồng, chèo, cải lương, dân ca, kịch nói ở những rạp trên khu phố cổ. Bà thành công với nhiều ca khúc nổi tiếng đương thời như "Cô gái mở đường", "Cô gái Sài Gòn đi tải đạn", "Trường Sơn Đông, Trường Sơn Tây", "Những ánh sao đêm", "Đêm nay anh ở đâu",...
Phạm Ngọc Hướng và Vũ Dậu kết hôn năm 1965. Sau Ngọc Châu, họ có thêm con gái thứ hai là ca sĩ Khánh Linh (sinh năm 1983).

## Sự nghiệp
Theo định hướng của cha, Ngọc Châu ban đầu theo học Khoa Lý luận – Sáng tác – Chỉ huy của Nhạc viện Hà Nội. Năm 16 tuổi, anh xin phép gia đình chuyển sang Khoa Sáng tác, và tốt nghiệp niên khóa 1983–1993. Trong thời gian này, anh chơi trong ban nhạc Hoa Sữa của Khoa Lý luận – Sáng tác – Phê bình, gồm nhiều tài năng trẻ như Đức Trịnh, Phạm Ngọc Khôi, Vũ Quang Trung, Lương Minh, Ngọc Hưng, Minh Đạo. Ban nhạc rất nổi tiếng ở Hà Nội từ cuối những năm 1980, từng tham gia nhiều sự kiện lớn nhỏ. Tại Liên hoan các ban nhạc nhẹ tại Đà Nẵng (1993), ban nhạc Hoa Sữa đã thể hiện thành công ca khúc "Thì thầm mùa xuân" qua sự trình bày của ca sĩ Mỹ Linh. Ca khúc cũng giúp cá nhân Ngọc Châu lọt vào top 10 nghệ sĩ được bình chọn của Làn sóng Xanh năm 1998.
Sau khi ban nhạc Hoa Sữa dừng hoạt động vào năm 1996, Ngọc Châu chuyển sang hoạt động ở ban nhạc Chìa Khóa Vàng cùng ca sĩ Bằng Kiều. Năm 1998, anh hỗ trợ Bằng Kiều thành lập ban nhạc Quả Dưa Hấu cùng Tuấn Hưng, Tường Văn và Anh Tú. Sau khi Tuấn Hưng và Bằng Kiều bắt đầu sự nghiệp riêng, anh trực tiếp đưa Hồ Hoài Anh và Minh Quân thay thế, tuy nhiên họ cũng rời nhóm rất nhanh. Ban nhạc có nhiều sản phẩm thành công trước khi tan rã vào năm 2000.
Anh cũng thử sức với một số tác phẩm không lời như tiểu phẩm Lời ru quê hương viết cho saxophone và piano, thơ giao hưởng Tháng 8 mùa Thu. Ngọc Châu còn đảm nhiệm vai trò giám đốc âm nhạc cho Nhà hát Nhạc nhẹ Trung ương (nay là Nhà hát Nghệ thuật đương đại Việt Nam) từ năm 1996 đến năm 1998.
Từ năm 2004, Ngọc Châu tập trung nhiều hơn vào tổ chức các gameshow truyền hình, tiêu biểu nhất khi anh đảm nhiệm Giám đốc âm nhạc của Trò chơi âm nhạc. Năm 2014, anh làm đạo diễn âm nhạc chương trình Chinh phục đỉnh cao. Sản phẩm âm nhạc cuối cùng của anh là khi cùng em gái Khánh Linh sản xuất album Mùa yêu (2016).

## Đánh giá
Ngọc Châu được khán giả và những nghệ sĩ đương thời đánh giá cao bởi tính "hiền lành và dễ mến" trong âm nhạc cũng như trong cuộc sống. Về công việc, anh từng chia sẻ mình là "người khó tính trong việc đưa tác phẩm ra công chúng. Ca khúc sau khi viết xong, tôi thường hoàn chỉnh luôn cả khâu phối khí", tới mức nhiều ca khúc anh "xếp xó" và "chỉ dành riêng cho mình".
Ca sĩ Hồng Nhung, người thành danh với ca khúc "Chiều xuân" của Ngọc Châu, khẳng định "[các sáng tác của Ngọc Châu] là những bài hát không có tí gợn nào của nỗi buồn, chỉ có những lời ca tưng bừng, đẹp, hiền hòa và rực rỡ như mùa xuân, như thiên nhiên... Các bài hát của anh chính là thanh xuân tươi đẹp và lãng mạn của nhiều thế hệ." Ca sĩ Thái Thùy Linh viết lời tri ân trên Facebook cá nhân rằng những sáng tác của Ngọc Châu là "những giai điệu đẹp đẽ, trong sáng mà cách đây 20 năm, dường như không người trẻ nào không biết". Thanh Lam cũng nhắc lại những kỷ niệm đẹp với nhạc sĩ là "Ông bạn hàng xóm đi hát với nhau tíu tít, một anh bạn có chút bốc đồng, vui buồn rất bất ngờ."
Nhạc sĩ Đức Trí cũng trân trọng quãng thời gian cộng tác với Ngọc Châu "Tôi nghĩ âm nhạc của anh cũng giống như con người anh, chỉ nói về cái đẹp, không có một sự phá phách, không chán chường, khổ đau, không trách móc."
Nhạc sĩ Đức Trịnh, Chủ tịch Hội nhạc sĩ Việt Nam, nhớ Ngọc Châu "mày mò nghiên cứu, ứng dụng máy tính, các thiết bị hỗ trợ để làm nhạc" và được giao nhiệm vụ hậu cần, quản lý thu chi cho ban nhạc Hoa Sữa nhờ đức tính "cẩn thận, tỉ mỉ". Nói về anh, ban nhạc Quả Dưa Hấu miêu tả bằng câu hát trong bài "Hoa cỏ mùa xuân" (sáng tác Bảo Chấn): "Người vừa hiền khô dễ thương".
Theo nhạc sĩ Đỗ Hồng Quân, cựu Chủ tịch Hội nhạc sĩ Việt Nam, người học trò đã "tạo dựng cho mình một giọng trẻ mới lạ nhưng không xa rời cội nguồn" và thuộc thế hệ nhạc sĩ nhạc trẻ mới rất thành công của Việt Nam khi là những "nhạc công giỏi" và "được đào tạo chính quy trong Nhạc viện Hà Nội".

## Qua đời
Ngọc Châu qua đời ngày 17 tháng 3 năm 2022 tại Bệnh viện Trung ương Quân đội 108 do suy tim giai đoạn cuối. Lễ viếng nhạc sĩ Ngọc Châu được tổ chức vào ngày 19 tháng 3, tại Nhà tang lễ số 5 Trần Thánh Tông, Hà Nội; an táng tại quê nhà Ngọc Lâu, Phú Xuyên, Hà Nội.

## Sáng tác nổi bật
- "Ban mai xanh"
- "Chiều xuân"
- "Cô Tấm ngày nay"
- "Đảo mùa xuân"
- "Điều không thể mất"
- "Mặt trời dịu êm"
- "Mùa thu vàng"
- "Nếu điều đó xảy ra"
- "Ngây thơ"
- "Những nụ hôn nồng cháy"
- "Quà tặng trái tim"
- "Tạm biệt"
- "Thì thầm mùa xuân"